# Monnina denticulata
Monnina denticulata är en jungfrulinsväxtart som beskrevs av Chod.. Monnina denticulata ingår i släktet Monnina och familjen jungfrulinsväxter. Inga underarter finns listade i Catalogue of Life.